# Eons
 (avril 2014).
Pour les articles homonymes, voir Eon.
Eons Productions est une maison d'édition spécialisée dans la science-fiction active de 2004 à 2014. Elle publiait ses ouvrages sous forme numérique et traditionnelle. Dirigée par Jean-Luc Blary, elle avait son siège social à Caëstre dans le Nord (Hauts-de-France, France).

## Histoire
Le 23 mai 2017, la société a été mise en liquidation judiciaire simplifiée.

## Auteurs
On trouvait aussi bien des auteurs classiques (Francis Carsac, Ivan Efremov, Brian Stableford, Jean-Pierre Andrevon) que modernes (Alain Le Bussy, Claude Ecken, Pierre Gévart) et aussi des premiers romans de nouveaux venus (Alexis Nevil, Markus Leicht, Jess Kaan, Francisco Blanco, Laurent Whale...).

## SF allemande
L'éditeur publiait également de la science-fiction allemande avec la réédition, puis la publication des inédits, de la série du D.A.S. ainsi que l'édition de la série concurrente de Perry Rhodan, Maddrax. En 2008 s'y est ajouté Dragor, une série de fantasy.

## Revue
Eons éditait également une revue trimestrielle de science-fiction, Lunatique et a publié deux essais sur l'effet de serre (L'effet Vénus et Terre, fin de partie ?).